# Gangster unter sich
Gangster unter sich ist eine US-amerikanische Kriminalkomödie aus dem Jahr 1951 mit Farley Granger und Shelley Winters in den Hauptrollen. Der Film wurde von RKO Radio Pictures in Zusammenarbeit mit Wald-Krasna Productions, Inc. produziert.

## Handlung
Für den zweiten Hochzeitstag will William Denny nach der Arbeit noch ein Geschenk für seine Frau Kate besorgen. Auf dem Weg zu einer Boutique folgt ihm ein offenbar herrenloser Welsh Terrier. Als William ein Nachthemd für Kate ausgesucht hat, zerbricht der Hund ein Schaufenster. Der Verkäufer besteht darauf, dass William für den Schaden aufkommt. Der Hund folgt William mit der Glückwunschkarte im Maul nach Hause. Dort freut sich Kate über das ungewöhnliche Geschenk. Da er befürchtet, ohne Geschenk von seiner Schwiegermutter getadelt zu werden, macht William sie nicht auf das Missverständnis aufmerksam. Der Hund, von Kate Archie genannt, erweist sich als Hindernis für Williams romantische Absichten. Also studiert er die Kleinanzeigen über vermisste Tiere und findet eine, die auf Archie passt.
William weiß nicht, dass die Anzeige von dem Schmuggler Pete aufgegeben wurde, der mit seinen Partnern Albert Jonas und Pinky Schmuggelware an den Gangster Bert mit Hilfe des dressierten Archies liefert. Nachdem William mit Albert telefoniert hat, wird der von dem Gangster Gillespie erstochen. William sucht die ihm gegebene Adresse auf, wird aber von Gillespie, der sich als Albert ausgibt, abgewiesen. William kann Gillespie seine Visitenkarte geben, die dieser auf Alberts Leiche zurücklässt. Gillespie benachrichtigt seinen Boss Fat Fred, der es auf das Schmuggelgut von Pete abgesehen hat. Fred kommt der Gedanke, dass der Hund etwas mit den Schmugglern zu tun hat und gibt eine weitere Anzeige auf.
Der entsetzte William wird von Detective O’Ryan zum Mord an Albert befragt. William erklärt, dass er Albert seine Karte gab wegen des entlaufenen Hundes. Später liest er Freds Anzeige und geht mit Archie zu der genannten Adresse. In der Zwischenzeit hat Fred eine weitere Hundeanzeige gelesen. Diese wurde von Petes Kontaktmann Numi aufgegeben. Fred besorgt einen Hund, wie er beschrieben wurde. So will er die Schmuggler ausspähen, während er vorgibt, den Hund zurückzubringen. Fred ist gerade gegangen, als Pete und Pinky, von Freds Anzeige alarmiert, auftauchen und Gillespie umbringen. Später kommt William mit Archie an und findet den toten Gillespie, den er immer noch für Albert hält. Zu Hause will William Kate über Archie aufklären, doch sie will ihm nicht zuhören. Am nächsten Tag informiert er O’Ryan über Alberts Tod. Der Detective erkennt, dass Albert von Gillespie und dieser dann von Alberts Komplizen getötet wurde. An Williams Ausführungen über Archie ist er nicht interessiert. Als William Freds Anzeige sieht, bricht er zusammen. O’Ryan schickt Beamte zu der Adresse. Dort werden die Leichen von Fred und Numi aufgefunden.
Kate ist in der Zwischenzeit mit Archie auf dem Wilshire Boulevard unterwegs. Archie wurde darauf dressiert, genau auf dieser Straße das Schmuggelgut abzuliefern. Berts Untergebener Max sieht Archie und Kate, die eine Tüte Knochen für Archie trägt. Max nimmt Kate die Tüte ab und drückt ihr eine Reisetasche in die Hand. Während Bert und Max wegen der Knochen außer sich sind, freuen sich Kate und ihre Mutter, denn die Tasche ist voller Geldscheine. William erkennt jedoch, dass es Falschgeld ist und übergibt es O’Ryan, der allerdings nicht glaubt, dass Archie damit etwas zu tun haben kann. Er bringt stattdessen William zu dem Geständnis, Archie nicht als Geschenk gekauft zu haben. Dennoch will Kate den Hund behalten.
William will Archie immer noch loswerden und bindet ihn vor einer Tierhandlung an. Kate gegenüber gibt er an, Archie sei weggelaufen. Kate gibt nun ihrerseits eine Anzeige auf, woraufhin der Geschäftsinhaber Archie zurückbringt. William befürchtet, dass nun auch die Gangster auftauchen. Er behält recht, denn Bert und Max dringen mit vorgehaltener Waffe ins Haus ein. Kate erklärt den Männern, dass in der Tasche Falschgeld war. Max, der von echtem Geld ausgegangen ist, verdächtigt Bert, ihn zu hintergehen. Die beiden Gangster schießen aufeinander und töten sich gegenseitig. Kate fällt in Ohnmacht und William ruft die Polizei. Die Beamten fahren nach der Untersuchung ab, kurz darauf erscheinen Pete und Pinky auf der Suche nach Archie. William kann Pete k.o. schlagen und Pinky durch eine List dazu bringen, aus dem Fenster zu fallen. O’Ryan und seine Männer stürmen ins Haus und nehmen die beiden fest. Später wird William als Held angesehen und bekommt verschiedene auf die Gangster ausgesetzte Belohnungen ausgezahlt. Er akzeptiert Archie als neues Familienmitglied und trägt Kate ins Schlafzimmer.

## Produktion

### Hintergrund
Gedreht wurde der Film vom 19. März bis zum 28. April 1951 in Los Angeles sowie in den RKO-Studios in Hollywood.
Der Film verfügt über eine ungewöhnliche Form von Vor- und Abspann. Im Vorspann werden Fotos der Darsteller gezeigt, die in Gruppen unterteilt sind. So gibt es die Gruppe Die Liebenden (Granger und Winters), Schwiegermutter (Gillmore), Schmuggler (Corden), seine Partner (Cook, Anders und Chaney), die Käufer (Leonard und Kaplan), die Entführer (Sullivan und Conried), das Gesetz (Jenkins, Demarest und Sanford) sowie Archie (Archie, der Hund).
Der Abspann nennt die Namen in der Reihenfolge ihres Verschwindens (in order of their disappearance). Die Reihenfolge ist: Cook, Conried, Corden, Sullivan, Kaplan, Leonard, Chaney, Granger, Winters, Gillmore, Demarest, Archie.

### Stab
Albert S. D’Agostino oblag die künstlerische Leitung. J. McMillan Johnson, Darrell Silvera und Harley Miller waren für das Szenenbild zuständig, Orry-Kelly für die Kostüme. Verantwortliche Toningenieure waren Clem Portman und Philip Brigandi. Constantin Bakaleinikoff war der musikalische Direktor. Alberto Vargas entwarf die Zeichnungen für die Kinoplakate.

### Besetzung
In kleinen nicht im Abspann erwähnten Nebenrollen traten Tom Dugan, Kathleen Freeman, Richard Irving und Harry Shannon auf. Ebenfalls unerwähnt blieben King Donovan als Boutique-Verkäufer und Dudley Sadler als Inhaber der Tierhandlung.

## Veröffentlichung
Die Premiere des Films fand am 22. September 1951 statt. In der Bundesrepublik Deutschland kam er am 13. Juni 1952 in die Kinos.

## Kritiken
Der Filmkritiken-Aggregator Rotten Tomatoes hat in einer Auswertung ein Publikumsergebnis von 35 Prozent positiver Bewertungen ermittelt.
Das Lexikon des internationalen Films schrieb: „Weitgehend originelle und flott inszenierte Parodie auf Gangsterfilme.“
Der Kritiker der The New York Times befand, der Film sei nur sporadisch lustig. Die Anstrengung, eine dünne Geschichte zu erhalten, sei für die sich mühenden Darsteller zeitweise zu viel.
Bob Thomas schrieb in der San Bernardino Sun, der Film biete viele herzhafte Lacher, insbesondere durch die grellen Charaktere auf beiden Seiten.
Der Kritiker des TV Guide sah eine unorganisierte Komödie, die etwas zu offensichtlich Anklänge an Arsen und Spitzenhäubchen biete.